# Traité de Djeddah (1974)
Pour les articles homonymes, voir Traité de Djeddah.
Le Traité de Djeddah est un traité frontalier entre l'Arabie saoudite et les Émirats arabes unis, signé le 21 août 1974 entre le Roi d'Arabie saoudite Fayçal Al Saoud et le Président Liste des Émirats arabes unis Zayed Al Nahyane. Le traité avait pour but de regler les problèmes frontaliers entre les deux pays, incluant les zones du Conflit Buraimi (en). 
Dès 1975, Le gouvernement émirati conteste le traité en raison de divergences entre l’accord oral et le texte final du traité. Depuis ce moment, les Émirats arabes unis ont tenté de ramener l'Arabie saoudite à la table des négociations. 
En 1993, l'Arabie saoudite décide de ratifier le traité, mais les EAU ne le ratifiera pas. La validité du traité est une nouvelle fois questionnée, du fait de la non-présence du Qatar lors négociations, alors que ce traité aurait des conséquences avec leurs frontières. Néanmoins, le Qatar avait déjà obtenu un accord sur ses frontières en décembre 1965.

## Histoire
Les États de la Trêve sous protectorat britannique avait une continuité territoire avec le Qatar également sous domination britannique. L'Arabie saoudite revendique la région, et après l'indépendance des deux pays précités, l'obtient.